# Paulo Teixeira Jorge
Paulo Teixeira Jorge (Benguela, 15 de maig de 1929 - Luanda, 25 de juny de 2010) va ser un polític d'Angola, diputat a l'Assemblea Nacional i Ministre de Relacions Esteriors d'Angola.

## Biografia
En 1956 va fer estudis universitaris de geofísica a Portugal, i a la Casa dos Estudantes do Império va contactar amb Agostinho Neto, Amílcar Cabral i Marcelino dos Santos per lluitar a favor de la independència de les colònies portugueses. Va fugir de Portugal en 1962 a causa de la repressió de la PIDE i quan Agostinho Neto va fundar el MPLA fou un dels encarregats de la diplomàcia.
Des de 1974, i amb suport d'Arménio Ferreira i Lúcio Lara, va establir canals de comunicació amb el Moviment de les Forces Armades arran la revolució dels clavells a Portugal, del que en sorgí un alto el foc amb el nou govern portuguès i una conferència a Mombasa entre les noves autoritats portugueses i els tres moviments reconeguts per l'Organització per a la Unitat Africana: MPLA, FNLA i UNITA, del que en sorgiria el tractat d'Alvor.
Un cop proclamada la independència d'Angola en fou nomenat ministre de relacions exteriors, càrrec que va ocupar fins 1984. Des del seu càrrec fou un dels artífex de l'ajut de Cuba al govern del MPLA, fonamental per lluitar contra UNITA en la Guerra Civil angolesa (Operació Carlota). En 1984 deixà el càrrec, però continuà com a diputat a l'Assemblea Nacional, governador de la província de Benguela i secretari del Buró Polític del MPLA.